# Вадодара (аеропорт)
Аеропорт Vadodara (англ. Аэропорт Вадодара) (IATA: BDQ, ICAO: VABO) — цивільний аеропорт, розташований на північному сході від міста Вадодара, штат Гуджарат, Індія. Це другий за величиною аеропорт в штаті Гуджарат після аеропорту Сардара Валлабхай Пателя. 

## Термінал
Новий міжнародний термінал був відкритий в 2016 році прем'єр-міністром Індії Нарендра Моді. У терміналі знаходяться великий мальовничий сад, скульптури та інші твори мистецтва. Нова будівля міжнародного терміналу тримає світовий рекорд по довжині покрівельних листів (164,2 метра). Термінал здатний обробляти 700 пасажирів на годину. У майбутньому планується будівництво вантажного терміналу, розширення злітно-посадкової смуги.

## Інциденти
У липні 1995 року літак Fokker F27 авіакомпанії East West Airlines виконував тренувальні вправи. Ліва основне шасі зламалася при приземленні. Ніхто не постраждав.